# Silver Star (achtbaan)
Silver Star is een stalen achtbaan in het Duitse attractiepark Europa-Park in Rust. Het was tot 2012 de hoogste achtbaan van Europa, en had tot de opening van Stealth (Thorpe Park) in 2006 de hoogste maximumsnelheid van Europese achtbanen. De valversnelling bedraagt maximaal 4g.

## Geschiedenis

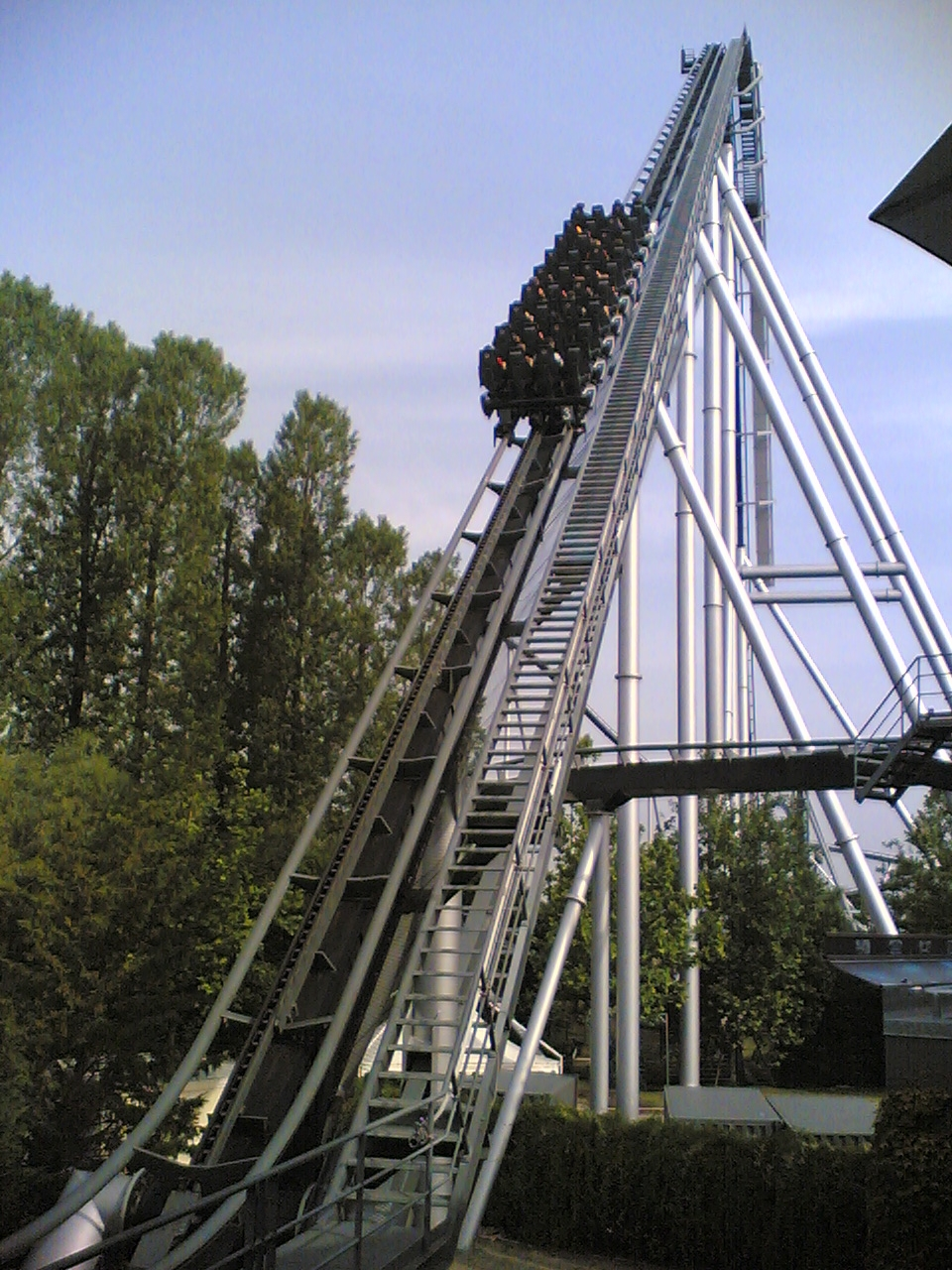
De liftheuvel

Silver Star is een hypercoaster en werd gebouwd door het Zwitserse bedrijf Bolliger & Mabillard in samenwerking met Mack. De achtbaan opende voor het publiek op 23 maart 2002.
De achtbaan werd gesponsord door Mercedes-Benz en tot en met seizoen 2024 waren daar het station en wachtrij naar gethematiseerd. De naam Silver Star (NL: zilveren ster) verwijst dan ook naar de zilveren Mercedes-ster. Voor het seizoen 2025 begon echter een herthematisering naar de Grand prix van monaco, waardoor enkel de naam nog iets met Mercedes-Benz te maken heeft.

### Ritverloop
De achtbaan begint met een kettinglift tot een hoogte van 73 meter. Dan volgt de eerste afdaling van 67 meter, waarna er nog enkele heuvels in een heen-en-teruglay-out liggen, deze veroorzaken airtime. De totale lengte van Silver Star is 1620 meter en de snelheid kan oplopen tot circa 127 kilometer per uur.
De maximale capaciteit van de achtbaan is 1750 bezoekers per uur. De attractie beschikt over drie treinen, die uit negen karretjes bestaan en 36 passagiers kunnen vervoeren.

## Bijzonderheden
Deze achtbaan bevat vlak na de first drop een rem die de trein soms tot de gewenste snelheid reduceert indien de trein te snel zou rijden. Bijzonder hieraan is dat deze zich bevindt op een schuin omhoog hellend stuk track. De rem wordt gebruikt bij regenweer, omdat er dan minder wrijving is, ook wordt deze ingeschakeld wanneer het einde van de dag nadert, omdat door het warm worden van de wielen van de achtbaan deze sneller gaat rijden naargelang de dag vordert.
Lijst van attracties in Europa-Park